# Hinojosa del Valle
Hinojosa del Valle ist ein Ort und eine Gemeinde (municipio) mit 480 Einwohnern (Stand: 2024) im Zentrum der spanischen Provinz Badajoz in der Autonomen Gemeinschaft Extremadura.

## Lage
Der Ort Hinojosa del Valle liegt am nördlichen Rand der Sierra Morena gut 94 km südöstlich der Provinzhauptstadt Badajoz bzw. gut 63 km südöstlich von Mérida in einer Höhe von ungefähr 445 m ü. d. M. Das Klima im Winter ist gemäßigt, im Sommer dagegen warm bis heiß; die eher geringen Niederschlagsmengen (ca. 570 mm/Jahr) fallen – mit Ausnahme der nahezu regenlosen Sommermonate – verteilt übers ganze Jahr.

## Bevölkerungsentwicklung
| Jahr      | 1857 | 1900 | 1950  | 2000 | 2016 |
| Einwohner | 543  | 670  | 1.481 | 610  | 503  |

Der deutliche Bevölkerungsrückgang in der zweiten Hälfte des 20. Jahrhunderts ist im Wesentlichen auf die Mechanisierung der Landwirtschaft und den daraus resultierenden Verlust von Arbeitsplätzen zurückzuführen.

## Wirtschaft
Die Menschen früherer Jahrhunderte lebten im Wesentlichen als Selbstversorger von der Landwirtschaft; im Ort selbst ließen sich auch Händler, Handwerker und Dienstleister aller Art nieder.

## Geschichte
Archäologische Spuren aus der Vorgeschichte sowie von Kelten, Römern und Westgoten fehlen. Im frühen 8. Jahrhundert wurde die Region von den Mauren überrannt, die sich ca. 400 Jahre später unter dem leonesischen König Alfons IX. (reg. 1188–1230) erstmals mit christlichen Rückeroberungsbestrebungen (reconquista) auseinanderzusetzen hatten, die jedoch von den Almohaden bis zur Schlacht bei Las Navas de Tolosa (1212) aufgehalten werden konnte. Die endgültige Rückeroberung des Südwestens der Iberischen Halbinsel erfolgte unter dem leonesisch-kastilischen König Ferdinand III. (reg. 1230–1252). Dieser übergab den Ort im Jahr 1235 an den Santiago-Ritterorden, der gegenüber Juden und Muslimen eine eher tolerante Politik verfolgte. Mit dem Alhambra-Edikt der Katholischen Könige Isabella I. und Ferdinand II. wurden zunächst alle nicht konvertierten Juden aus Spanien vertrieben; unter Philipp III. (reg. 1598–1621) und seinem ersten Minister, dem Herzog von Lerma, erfolgte in den Jahren 1609 bis 1615 auch die Vertreibung der Mauren (oder Morisken).

## Sehenswürdigkeiten
- Die Portale und das Glockengeschoss des mit einem Zinnenkranz abschließenden Turmes der im 16. Jahrhundert aus einem Gemisch von Bruch- und Ziegelsteinen erbaute Iglesia de Nuestra Señora de los Ángeles sind ausschließlich aus Ziegelsteinen gemauert. Auch die verputzten und durch Fugenmalerei sowie durch abwechselnde Weiß-Grau-Färbung einen regelmäßigen Steinversatz vortäuschenden Pfeiler und Bögen im dreischiffigen Innern der Kirche bestehen in ihrem Kern aus Mauerziegeln. Das Kirchenschiff ist tonnengewölbt, wohingegen die Apsis ein Rippengewölbe zeigt.
- Im Ort verteilt stehen mehrere Wegkreuze sowie einige Brunnen, deren Becken auch als Viehtränken (abrevaderos) dienten.